# Dean Solomons
Dean Solomons (Kaapstad, 22 februari 1999) is een Zuid-Afrikaans voetballer die als centrale verdediger speelt.

## Carrière
Solomons maakte in 2017 de overstap van Ajax Cape Town naar Ajax. Op 10 september 2018 debuteerde de rechtsachter in het betaalde voetbal voor Jong Ajax, in de met 0-1 gewonnen uitwedstrijd tegen Jong AZ. Hij startte in de basiself en werd na 65 minuten vervangen door Abdallah Aberkane. Solomons kreeg geen nieuw contract aangeboden en vertrok transfervrij bij Ajax toen zijn contract afliep op 30 juni 2020.
Eind maart 2021 sloot hij aan bij het Zweedse Varbergs BoIS waar hij een contract voor drie seizoenen ondertekende.

### Statistieken
| Seizoen                         | Club           | Land           | Competitie     | Competitie | Competitie | Beker | Beker | Totaal | Totaal |
| Seizoen                         | Club           | Land           | Competitie     | Wed.       | Dlp.       | Wed.  | Dlp.  | Wed.   | Dlp.   |
| ------------------------------- | -------------- | -------------- | -------------- | ---------- | ---------- | ----- | ----- | ------ | ------ |
| 2018/19                         | Jong Ajax      | Nederland      | Eerste divisie | 11         | 0          | –     | –     | 11     | 0      |
| 2019/20                         | Jong Ajax      | Nederland      | Eerste divisie | 3          | 0          | 0     | 0     | 3      | 0      |
| Carrièretotaal                  | Carrièretotaal | Carrièretotaal | Carrièretotaal | 14         | 0          | 0     | 0     | 14     | 0      |
| Bijgewerkt op 10 september 2018 |                |                |                |            |            |       |       |        |        |